# Чіпріан Дяк
Чіпріан Дяк (рум. Ciprian Deac, нар. 16 лютого 1986, Бистриця) — румунський футболіст, півзахисник клубу «ЧФР Клуж» і національної збірної Румунії.
Чотириразовий чемпіон Румунії. Триразовий володар Кубка Румунії. Володар Кубка Німеччини.

## Клубна кар'єра
Народився 16 лютого 1986 року в місті Бистриця. Вихованець футбольної школи клубу «Глорія».
У дорослому футболі дебютував 2004 року виступами за команду клубу «Уніреа Дей», в якій провів два сезон, взявши участь у 27 матчах чемпіонату. 
Своєю грою за цю команду привернув увагу представників тренерського штабу клубу «ЧФР Клуж», до складу якого приєднався 2006 року. Відіграв за команду з Клужа наступні чотири сезони своєї ігрової кар'єри.
Протягом 2008 року захищав кольори команди клубу «Оцелул» на правах оренди.
Згодом з 2010 по 2012 рік грав у складі команд клубів «Шальке 04» та «Рапід».
З 2012 року знову, цього разу три сезони захищав кольори команди клубу «ЧФР Клуж».  Граючи у складі «Клужа» також здебільшого виходив на поле в основному складі команди.
Протягом 2015—2017 років захищав кольори клубів «Актобе» та «Тобол».
До складу клубу «ЧФР Клуж» приєднався 2017 року. Станом на 20 травня 2019 року відіграв за команду з Клужа 74 матчі в національному чемпіонаті.

## Виступи за збірні
Протягом 2007–2008 років залучався до складу молодіжної збірної Румунії. На молодіжному рівні зіграв у 9 офіційних матчах, забив 1 гол.
2010 року дебютував в офіційних матчах у складі національної збірної Румунії.

## Титули і досягнення
- Чемпіон Румунії (7):

«ЧФР Клуж»: 2007–2008, 2009-10, 2017-18, 2018-19, 2019-20, 2020-21, 2021-22
- Володар Кубка Румунії (4):

«ЧФР Клуж»: 2007-08, 2008-09, 2009-10, 2024-25
- Володар Суперкубка Румунії (3):

«ЧФР Клуж»: 2009, 2018, 2020
- Володар Кубка Німеччини (1):

«Шальке 04»: 2010-11